# Scarborough Centre (métro de Toronto)
Scarborough Centre est un terminus d'autobus dans l'est de Toronto, en Ontario, au Canada, desservant plusieurs lignes d'autobus de la Commission de transport de Toronto (TTC). Il était également une station de la ligne 3 Scarborough du métro de Toronto jusqu'à la fermeture de la ligne le 24 juillet 2023. Elle est située au nord d'Ellesmere Road, entre Brimley et McCowan Road, juste au sud de l'autoroute 401. La station était adjacente à l'ancienne gare routière de Scarborough Centre, qui desservait les autobus de GO Transit et d'autres services d'autocars interurbains jusqu'à ce que la TTC modifie l'installation pour les autobus de la TTC seulement.
En février 2021, la Commission a recommandé la fermeture de la ligne 3 en novembre 2023 et son remplacement par un service de bus jusqu'à l'achèvement du prolongement de la ligne 2 Bloor-Danforth vers Scarborough Centre. La partie ferroviaire de cette station a toutefois été définitivement fermée à la suite d'un déraillement le 24 juillet 2023, après quoi la Commission a décidé de ne pas rouvrir la ligne 3. Une nouvelle station Scarborough Centre devrait être construite le long du prolongement de la ligne 2, à l'est de la station existante, et devrait ouvrir vers 2030.

## Histoire
La station est inaugurée le 22 mars 1985.
Elle reçoit en moyenne une fréquentation de 26 220 passagers par jour au cours de l'année 2009-2010.

## Services aux voyageurs

### Intermodalité
Elle est desservie par les bus des lignes urbaines : 9 Bellamy, 16 McCowan, 21 Brimley, 38 Highland Creek, 43B Kennedy, 129 McCowan North, 130 Middlefield, 131 Nugget, 132 Milner, 133 Neilson, 134 Progress, 169 Huntingwood et 190 Scarborough Centre.
Elle dispose également d'une gare routière d'autobus régional, le Scarborough Centre Bus Terminal. Les compagnies GO Transit, Greyhound Lines, Coach Canada et Can-ar utilisent ce terminal.

## Projets
La Toronto Transit Commission (TTC) a planifié une extension de la ligne Sheppard vers le sud-est de son terminus actuel Don Mills vers Scarborough Centre. Toutefois, en mars 2007, le CTT a abandonné le plan en proposant de construire un métro léger au lieu d'un métro conventionnel.